# Kamienica Klonowica w Lublinie
Kamienica Klonowica – kamienica na Starym Mieście w Lublinie związana z dziejami Sebastiana Klonowica, wybitnego poety, rajcy i burmistrza; jej fasadę zdobią sgraffitowe medaliony z wyobrażeniem Biernata z Lublina, zmarłego w Lublinie Jana Kochanowskiego i Wincentego Pola.

## Historia
Kamienica została nazwana od nazwiska wybitnego poety oraz rajcy i burmistrza lubelskiego, żyjącego w latach 1545-1602. Otrzymał ją w posagu żony Agnieszki z Wiślickich. Krużgankowy dziedziniec powstał w 1785 roku w wyniku połączenia w całość trzech sąsiadujących kamienic i ich klasycystycznej przebudowy, której dokonał lubelski bankowiec Dawid Hyzler. Sgraffito na elewacji, przedstawiające medaliony Biernata z Lublina, Jana Kochanowskiego, Sebastiana Klonowica i Wincentego Pola, wykonano w 1939 roku.